# Coroi (okręg Arad)
Coroi – wieś w Rumunii, w okręgu Arad, w gminie Craiva. W 2011 roku liczyła 163 mieszkańców. 